# Моноцен
Моноцен (Frederichs, 1958) є найпростішою живою системою. До її складу входять поодинокий організм та його безпосереднє оточення (середовище), окреслене поняттям монотопу.
У межах моноцену реалізується перший цикл екологічних залежностей — акція та реакція. Прикладом моноцену може служити поодинокий віковий дуб, що росте посеред степу. Крислатий, могутній, він сформувався внаслідок вікової взаємодії зі своїм монотопом — степовим ґрунтом і кліматом.
Система «особина—середовище» є класичним об'єктом факторіальної екології (власне аутекології).
Участь екології в дослідженні моноцену є незначною і стосується лише такого вузького аспекту біологічних явищ, як вибіркова здатність організму, баланс життєвої вартості, а також вплив фактор середовища на виживання і народжуваність організмів.